# 福岡教育大學

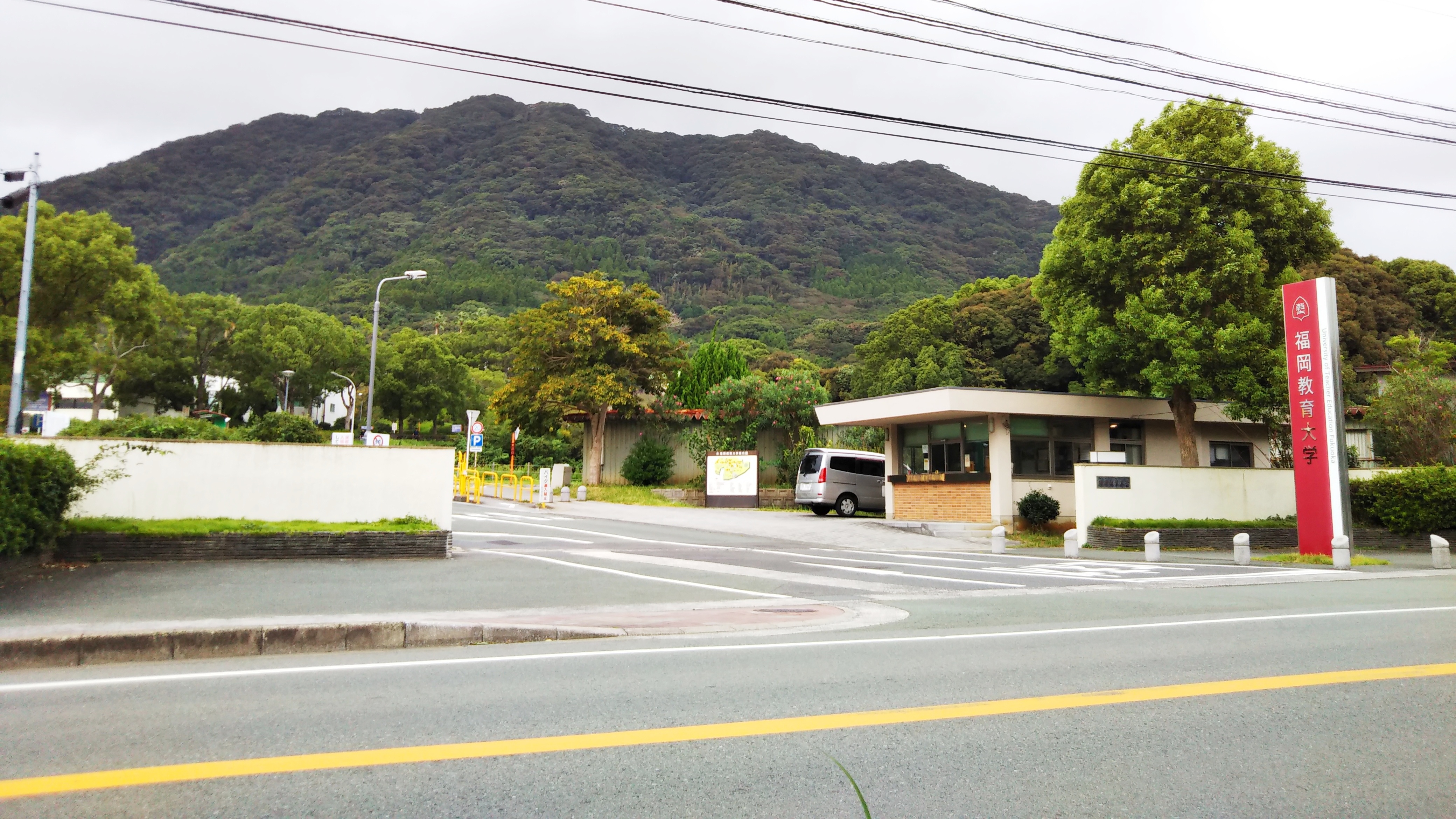
福冈教育大学的正门

福冈教育大学（日语：／ Fukuoka kyōiku daigaku），位于福冈县宗像市的日本国立教育大学。前身为福冈第一师范学校，1949年根据大学设置法，升级为新制福冈学艺大学。1966年改称福冈教育大学，学艺学部改称教育学部。从以前的培养教员为主，变成教育类的综合性研究大学。
与全国众多教育大学一样，设有一年制的残疾儿童教育教员培养课程，但设有六个专业之多。有视觉障碍儿童，听觉障碍儿童，精神障碍儿童，语言障碍儿童，肢体障碍儿童和重复障碍儿童等专业。

## 著名校友
- 武田铁矢 - 演员、歌手（中途退学）
- 高橋睦郎 - 詩人
- 長谷健 - 芥川奖作家
- 包振华（英语：Bao Zhenhua） - 中国花样滑冰教练员